# Karel Hynek Mácha

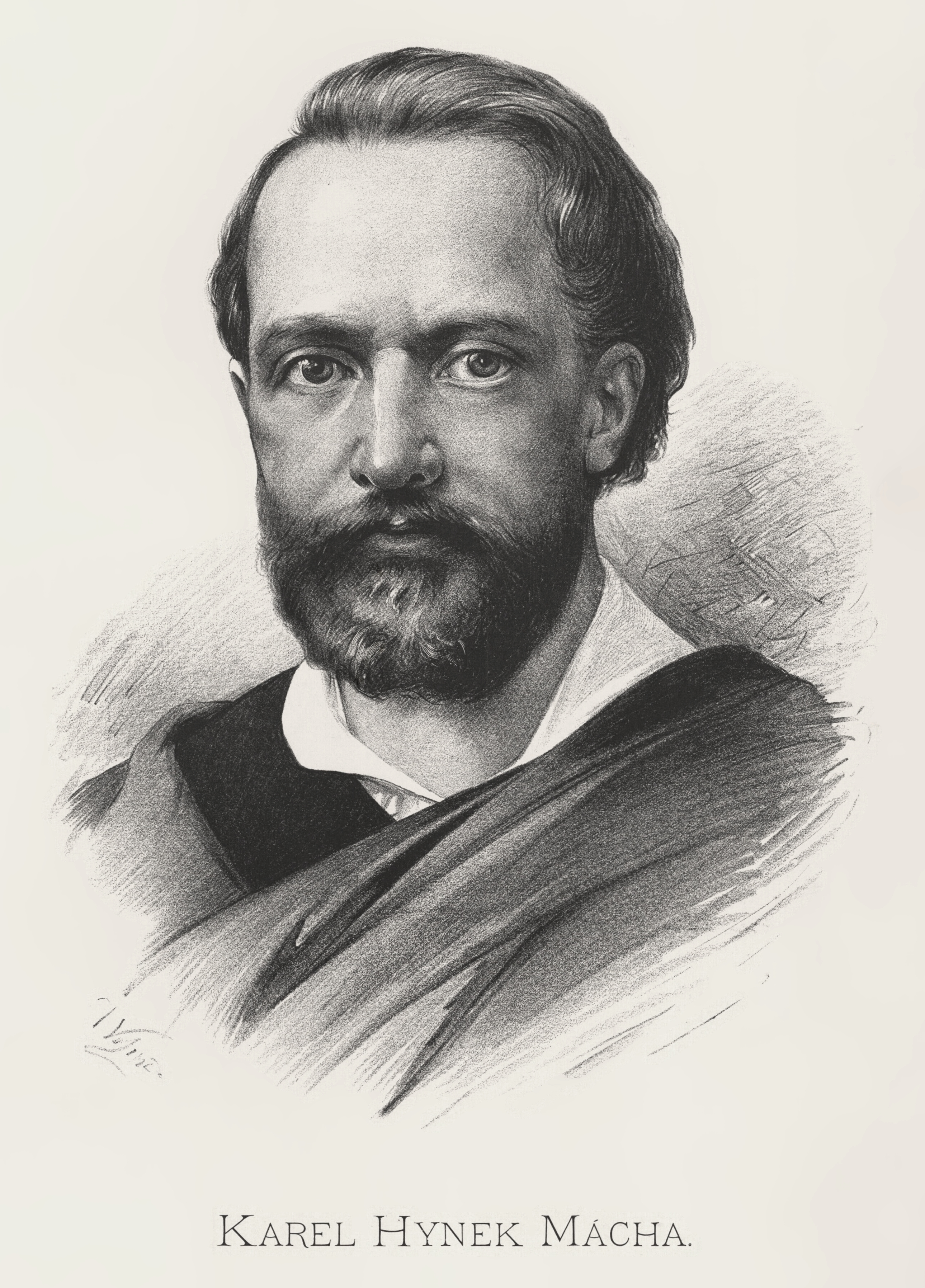
Karel Hynek Mácha.

Karel Hynek Mácha, född den 16 november 1810 i Prag, död den 6 november 1836, var en tjeckisk skald. 
Mácha studerade vid universitetet i Prag 1831-36 och fick sedermera anställning på en advokatbyrå i Leitmeritz. Oregelbunden i sina vanor, gjorde han under studietiden vidsträckta fotvandringar i Böhmen, som han utsträckte ända till Venedig (1835). 
Byron fick ett avgörande inflytande på hans diktning, på samma gång som han dock förstod att ge den tjeckiska byronismen nationell färg. Detta inflytande spåras redan i prosaskissen Krkonosska pout (Resa till Riesengebirge) och är förhärskande i hans poetiska
berättelser Mnich (Munken) och Maj (svensk översättning 1894). 
"Maj" anses som hans betydelsefullaste alster och är, trots den sentimentala tonen och den onaturliga inre motiveringen, mycket betydande genom sin starka känsla och den varma naturmålningen. Efter titeln på detta diktverk har flera litterära kalendrar i Böhmen uppkallats, liksom också den 1887 bildade tjeckiska författarföreningen i Prag. 
Högst står Mácha som lyriker, och hans betydelse för den nytjeckiska romantiken har varit synnerligt stor, om också först under en senare tid fullt uppskattad. Bland hans arbeten på prosa märks den av Walter Scott och Byron påverkade fantastiska äventyrsromanen Cikáni  (Zigenarna, tryckt 1851). Máchas samlade skrifter utgavs 1862.